# (4503) Клеобул
(4503) Клеобул (др.-греч. Κλεόβοΰλος) — околоземный астероид из группы Амура (III), который был открыт 28 ноября 1989 года американским астрономом Кэролин Шумейкер в Паломарской обсерватории и назван в честь Клеобула, одного из семи греческих мудрецов. 

Орбита астероида Клеобул и его положение в Солнечной системе